# Ана Томанова Маканова
Ана Томанова Маканова (слк. Anna Tomanová-Makanová; 25. мај 1961, Ковачица) српска је политичарка.

## Биографија
Рођена је 25. маја 1961. у Ковачици, у Војводини (тада СФРЈ). По образовању је дипломирани педагог, студије је завршила на Филозофском факултету Универзитета у Београду, 1985. Од 1986. до 2000. радила је као новинар и уредник, а од 2000. до 2004. била је главни и одговорни уредник редакције на словачком језику, РТВ-а. Године 2004. постала је председница Националног савета словачке националне мањине, а од 2005. до 2007. била је координатор националних савета националних мањина у Србији. Од 2007. до 2008. била је народни посланик у Народној скупштини Републике Србије и председник Одбора за међународне односе Народное скупштине Републике Србије. Председник је асоцијације словачких новинара. Осим политике се бави и глумом. Удата је и има двоје деце. Септембра 2020. године је искључена из Демократске странке.